# Houtse Heuvel
De Houtse Heuvel is een brink en van oudsher het hart van het kerkdorp Den Hout in de Nederlandse provincie Noord-Brabant. De Houtse Heuvel maakt deel uit van het veel grotere Rijksbeschermd dorpsgezicht Den Hout dat in 2008 definitief deze status kreeg.
De Houtse Heuvel is een wigvormige brink die het centrum van een spinnenweb vormde, waarnaar alle paden en wegen voerden. In het oosten, waar tussen de Heuvel en de Achterstraat geen ruilverkaveling heeft plaatsgevonden, zijn nog twee van deze paden terug te vinden. Naar het westen liepen paden door tot in Stuivezand, dat tot 1964 bij de gemeente Oosterhout hoorde. Over de Vrachelsestraat loopt een zichtas naar het wegkruis op de zuidoosthoek. De meeste rijksmonumenten in Den Hout liggen rondom de Heuvel.
Rondom de Heuvel vond men alles in het dorp, zoals de melkfabriek, cafés, kerk, kerkhof, bank, meisjes- en jongensschool, kloosters en winkels. Nog steeds vervult de Houtse Heuvel een centrale rol in het dorp. Houtse organisatoren verkiezen vaak de sfeervolle Heuvel voor hun evenement.
Volgens de Rijksdienst voor het Cultureel Erfgoed is de heuvel in de middeleeuwen – mogelijk al in de vroege middeleeuwen – ontstaan  en is hij ook aangeduid als plaatse, biest, driest en laar. Na de middeleeuwen is de brink zelf nooit bebouwd geweest en de omliggende bebouwing is pas eind 19e en begin 20 eeuw verdicht en veranderd. Oorspronkelijk werd de heuvel waarschijnlijk gebruikt als verzamelplaats voor vee.

## Eigendom en gebruik
De Heuvel heeft een oppervlakte van ongeveer 3,5 hectare en is eigendom van de "Vereniging van eigenaren van de Houtse Heuvel". Het gemeenschappelijk bezit van de zogenaamde  ‘gelanders’, ‘gelandens’ of de ‘gemeynte’ is zeer oud, maar de ontstaansperiode is onbekend. De gelanders vormen een Heuvelcommissie die zorg draagt voor dagelijks bestuur en onderhoud.

## Galerij

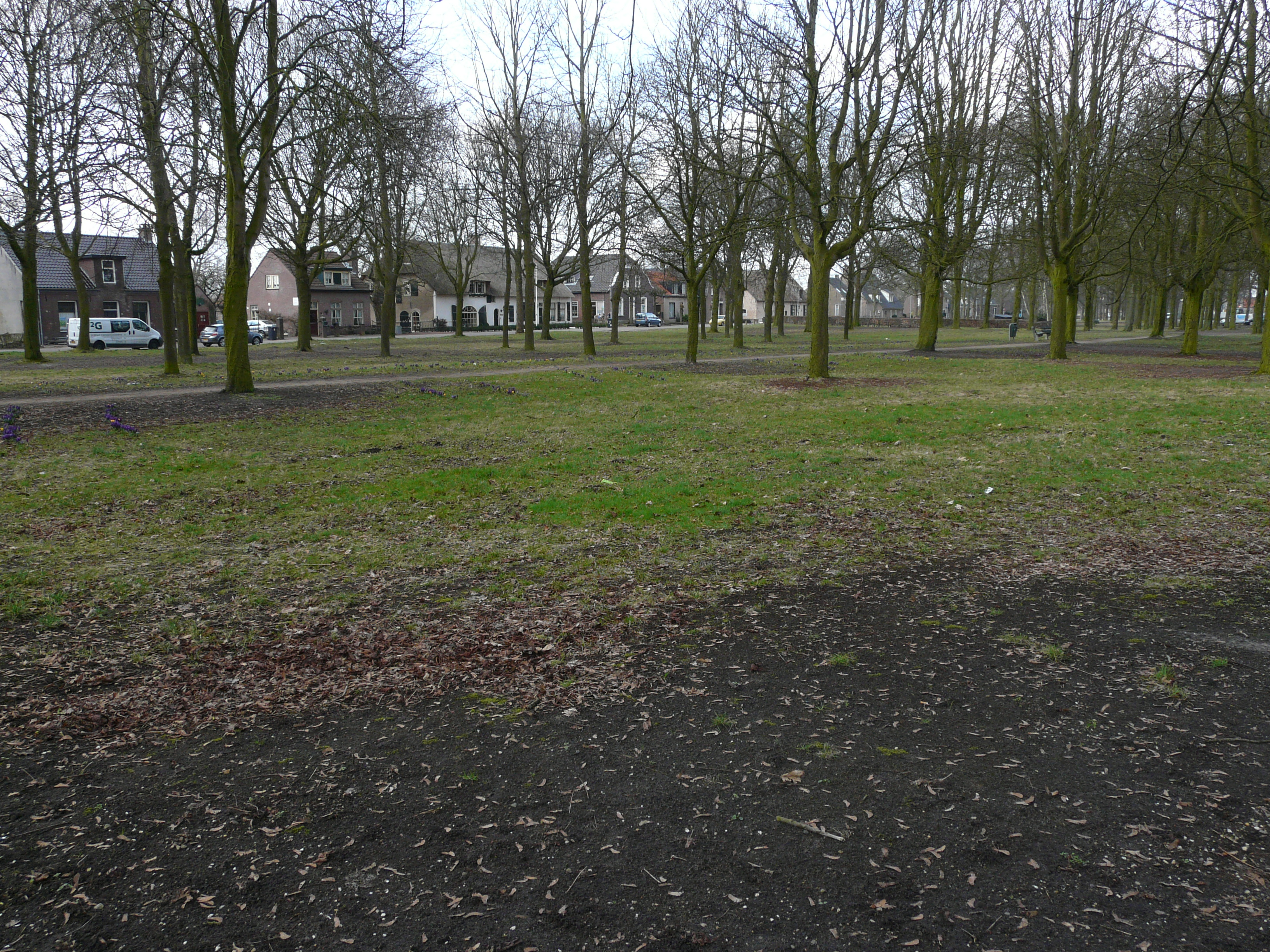
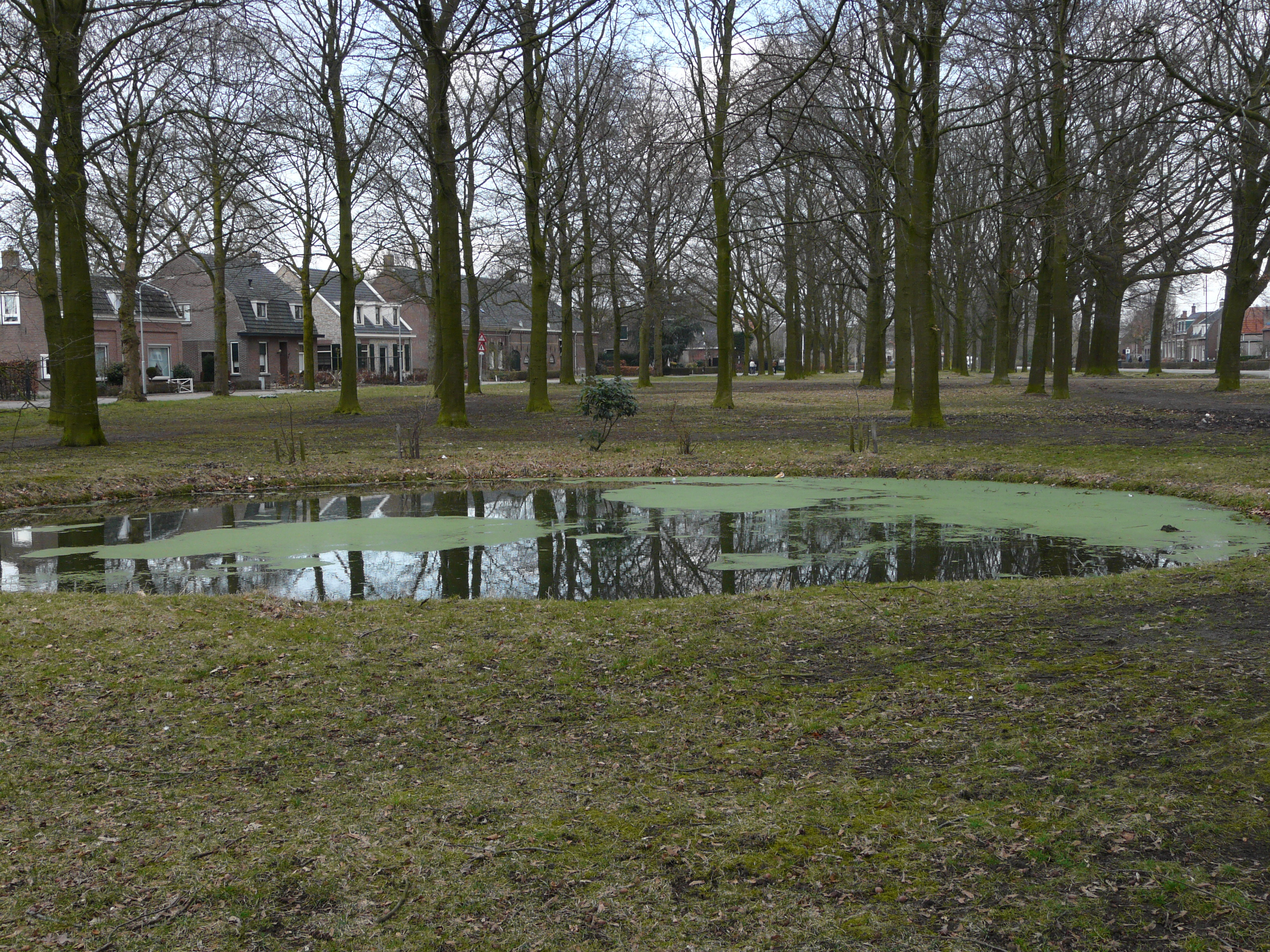
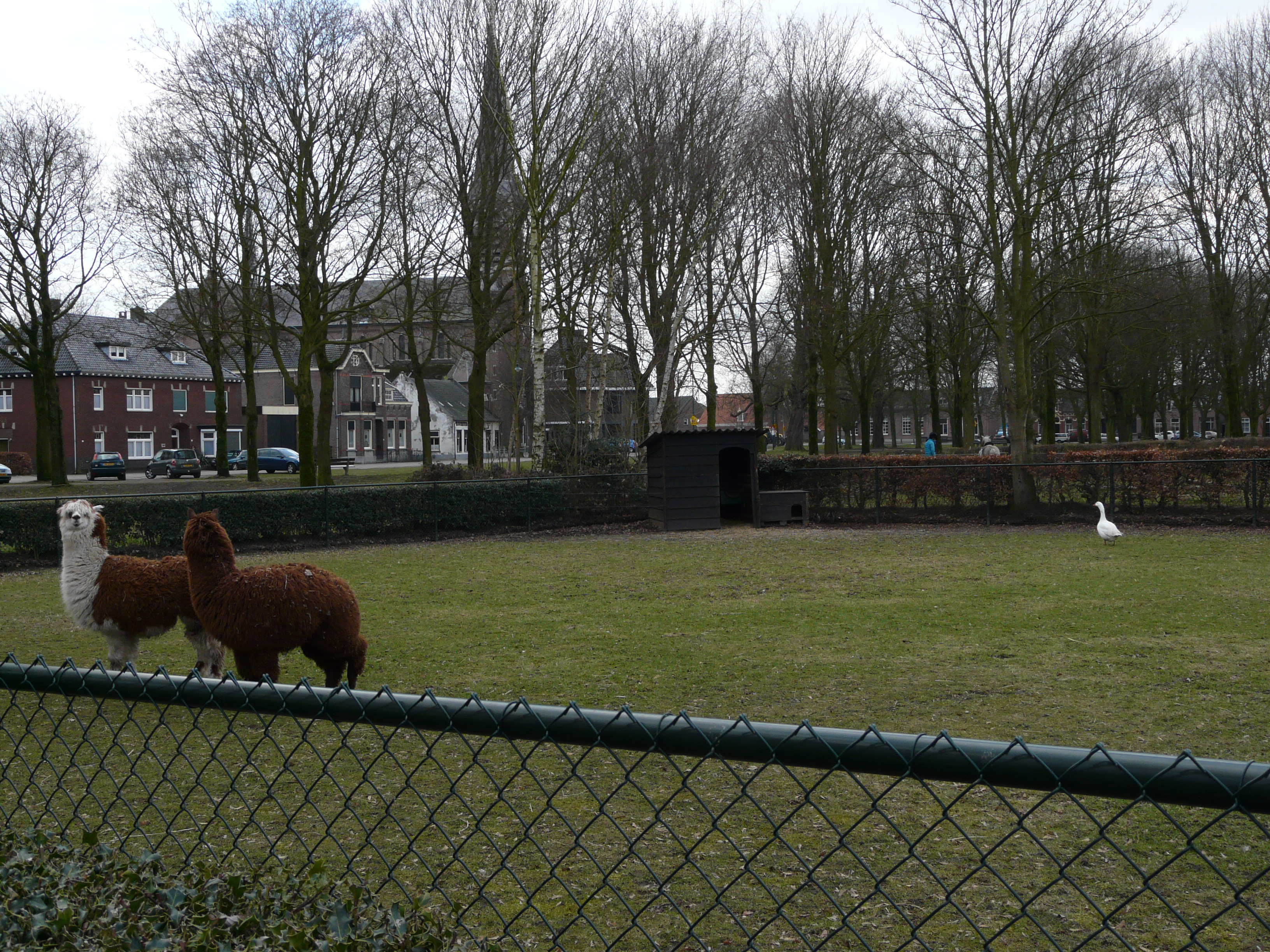